# قائمة زملاء الجمعية الملكية المنتخبين في 1982
هذه الصفحة تعرض قائمة زملاء الجمعية الملكية المُنتخبين لعام 1982.

## الزملاء
- Stewart Turner [الإنجليزية]‏
- جون طوماس فينش [الإنجليزية]‏
- كينيث لانجستريث جونسون
- George Stanley Rushbrooke [الإنجليزية]‏
- دبليو. ماكسويل كوان
- Ralph Lainson [الإنجليزية]‏
- Eric John Hewitt [الإنجليزية]‏
- Lawrence Michael Brown [الإنجليزية]‏
- James Derek Birchall [الإنجليزية]‏
- بيل جونسون [الإنجليزية]‏
- Stephen Finney Mason [الإنجليزية]‏
- Daniel McGillivray Brown [الإنجليزية]‏